# Arnoglossus
Arnoglossus là một chi cá trong họ Bothidae thuộc bộ cá thân bẹt (Pleuronectiformes) gồm các loài cá phân bố ở Thái Bình Dương, Ấn Độ Dương và Đại Tây Dương, chúng còn được tìm thấy ở Địa Trung Hải và Biển Đen. Loài lớn nhất dài đến 28 cm (11 in)..

## Các loài
Có 35 loài được ghi nhận trong chi này:
- Arnoglossus andrewsi Kurth, 1954
- Arnoglossus arabicus Norman, 1939 (Arabian flounder)
- Arnoglossus armstrongi E. O. G. Scott, 1975
- Arnoglossus aspilos (Bleeker, 1851) (spotless lefteye flounder)
- Arnoglossus bassensis Norman, 1926 (Bass Strait flounder)
- Arnoglossus boops (Hector, 1875)
- Arnoglossus brunneus (Fowler, 1934) (brown lefteye flounder)
- Arnoglossus capensis Boulenger, 1898 (Cape scaldfish)
- Arnoglossus coeruleosticta (Steindachner, 1898)
- Arnoglossus dalgleishi (von Bonde, 1922) (east coast flounder)
- Arnoglossus debilis (C. H. Gilbert, 1905) (weak lefteye flounder)
- Arnoglossus elongatus M. C. W. Weber, 1913 (long lefteye flounder)
- Arnoglossus fisoni J. D. Ogilby, 1898 (Fison's lefteye flounder)
- Arnoglossus grohmanni (Bonaparte, 1837)
- Arnoglossus imperialis (Rafinesque, 1810) (imperial scaldfish)
- Arnoglossus japonicus C. L. Hubbs, 1915 (Japanese lefteye flounder)
- Arnoglossus kessleri P. J. Schmidt, 1915 (scaldback)
- Arnoglossus laterna (Walbaum, 1792) (Mediterranean scaldfish)
- Arnoglossus macrolophus Alcock, 1889 (large-crested lefteye flounder)
- Arnoglossus marisrubri Klausewitz & M. Schneider, 1986
- Arnoglossus micrommatus Amaoka, M. Arai & M. F. Gomon, 1997
- Arnoglossus muelleri (Klunzinger, 1872) (Mueller's flounder)
- Arnoglossus multirastris Parin, 1983
- Arnoglossus nigrifrons Amaoka & Mihara, 2000
- Arnoglossus oxyrhynchus Amaoka, 1969 (sharp-snout lefteye flounder)
- Arnoglossus polyspilus (Günther, 1880) (many-spotted lefteye flounder)
- Arnoglossus rueppelii (Cocco, 1844) (Rüppell's scaldback)
- Arnoglossus sayaensis Amaoka & Imamura, 1990
- Arnoglossus scapha (J. R. Forster, 1801)
- Arnoglossus septemventralis Amaoka & Mihara, 2000
- Arnoglossus tapeinosoma (Bleeker, 1865) (drab flounder)
- Arnoglossus tenuis Günther, 1880 (dwarf lefteye flounder)
- Arnoglossus thori Kyle, 1913 (Thor's scaldfish)
- Arnoglossus waitei Norman, 1926 (Waite's lefteye flounder)
- Arnoglossus yamanakai Fukui, Yamada & Ozawa, 1988